# If You Must
«If You Must» es una canción escrita por Kurt Cobain y grabada por Nirvana el 23 de enero de 1988 en los estudios Reciprocal Recording en Seattle, Washington.

## Historia
A Cobain no le gustaba la canción porque según él era tonta y enfermiza y por parecerse entre una mezcla de Whitesnake y Bon Jovi por lo que no fue incluida en el álbum Bleach (1989), y tampoco en la colección de rarezas Incesticide (1992). Esta canción se mostró por primera vez, en el disco no oficial Outcesticide (1994), sin embargo esta canción fue muy bien recibida por los fanáticos de Nirvana y "grungies" en general a nivel mundial pues las notas del bajo, (sobre todo estas), la distorsión de la guitarra y el compás de la batería son característicos del verdadero sonido de Nirvana (antes de  Nevermind) por lo que los seguidores más cercanos a la banda la han colocado a un mejor nivel que ¨Smells Like Teen Spirit¨ además de ser una buena muestra del arte grunge.
Esta fue oficialmente publicada en el box set With the Lights Out (2004).

## Nombres en Bootlegs
"If You Must", en bootlegs ha tenido diversos nombre, tales como "Happy Hour", "I Can't Live", "The Extreme", y también ha sido confundida con la canción "Token Eastern Song".